# Crocidura brunnea
Crocidura brunnea — вид ссавців родини Soricidae. Зустрічається на островах Ява і Балі в Індонезії.